# Піджен-Лейк 138A
Піджен-Лейк 138A (англ. Pigeon Lake 138A) — індіанська резервація в Канаді, у провінції Альберта, у межах муніципального району Ветасківін № 10.

## Населення
За даними перепису 2016 року, індіанська резервація нараховувала 429 осіб, показавши скорочення на 11,5%, порівняно з 2011-м роком. Середня густина населення становила 21,4 осіб/км².
З офіційних мов обидвома одночасно володіли 5 жителів, тільки англійською — 425. Усього 80 осіб вважали рідною мовою не одну з офіційних, з них усі — одну з корінних мов.
Працездатне населення становило 37,5% усього населення, рівень безробіття — 28,6%.

## Клімат
Середня річна температура становить 2,4°C, середня максимальна – 20,4°C, а середня мінімальна – -19°C. Середня річна кількість опадів – 517 мм.
| Клімат поселення                              | Клімат поселення | Клімат поселення | Клімат поселення | Клімат поселення | Клімат поселення | Клімат поселення | Клімат поселення | Клімат поселення | Клімат поселення | Клімат поселення | Клімат поселення | Клімат поселення | Клімат поселення |
| Показник                                      | Січ.             | Лют.             | Бер.             | Квіт.            | Трав.            | Черв.            | Лип.             | Серп.            | Вер.             | Жовт.            | Лист.            | Груд.            |                  |
| Середній максимум, °C                         | −6,33            | −3,1             | 1,53             | 9,53             | 15,20            | 19,32            | 20,40            | 20,10            | 15,05            | 10,08            | 0,99             | −4,6             |                  |
| Середня температура, °C                       | −12,66           | −9,44            | −4,8             | 3,19             | 8,86             | 13,00            | 15,21            | 14,92            | 9,86             | 4,90             | −4,2             | −9,77            |                  |
| Середній мінімум, °C                          | −18,98           | −15,76           | −11,12           | −3,12            | 2,55             | 6,68             | 10,04            | 9,75             | 4,70             | −0,28            | −9,36            | −14,94           |                  |
| Норма опадів, мм                              | 24               | 18               | 22               | 31               | 54               | 87               | 103              | 68               | 47               | 26               | 21               | 16               |                  |
| Середньомісячна швидкість вітру, м/с          | 3.22             | 3.31             | 3.49             | 3.70             | 3.70             | 3.38             | 3.04             | 2.90             | 3.14             | 3.40             | 3.36             | 3.30             |                  |
| Середньомісячна сонячна радіація, кДж/м²·день | 3609             | 7151             | 12287            | 17237            | 20731            | 22086            | 22393            | 18733            | 12844            | 7691             | 3923             | 2662             |                  |
| --------------------------------------------- | ---------------- | ---------------- | ---------------- | ---------------- | ---------------- | ---------------- | ---------------- | ---------------- | ---------------- | ---------------- | ---------------- | ---------------- | ---------------- |
| Джерело:                                      |                  |                  |                  |                  |                  |                  |                  |                  |                  |                  |                  |                  |                  |